# Италианска пъстърва
Италианските пъстърви (Salmo carpio) са вид актиноптери от семейство Пъстървови (Salmonidae).
Те са критично застрашен вид. Ендемични са за езерото Лаго ди Гарда в Италия.
Таксонът е описан за пръв път от Карл Линей през 1758 година.